# Chyba kocham swoją żonę
Chyba kocham swoją żonę (org. I Think I Love My Wife) – amerykański film komediowy z 2007 roku w reżyserii Chrisa Rocka. Remake filmu Miłość po południu Erica Rohmera z 1972 roku.

## Fabuła
Brenda zaniedbuje swojego męża, poświęca cały czas na karierę i dzieci. Jej mąż cierpi z tego powodu, jednak nie narzeka i jest wierny żonie, aż do momentu kiedy spotyka Nikki. Jak się okazuje dawna znajoma jest ideałem, jakiego Richard oczekuje.

## Obsada
- Chris Rock – Richard Cooper
- Kerry Washington – Nikki Tru
- Gina Torres – Brenda Cooper
- Steve Buscemi – George
- Eduard Herrmann – Landis
- Welker White – Mary
- Samantha Ivers – Tracy
- Michael Williams – Teddy
- Milan Howard – Kelly Cooper
- Cassandra Freeman – Jennifer
- Stephen A. Smith – Allan
- Wendell Pierce – Sean
- Roz Ryan – Landlady
- Christina Vidal – Candy